# Феличе Романи
Феличе Романи (на италиански: Felice Romani) е италиански поет, изследовател на литературата и митологията и либретист на оперите на композиторите Доницети и Белини. Считан е за най-изтънчения либретист, наред с Пиетро Метастазио и Ариго Бойто.

## Биография
Романи постъпва късно в Университета в Генуа и докато е там превежда френска литература. Заедно с колега подготвя шесттомен речник по митология и древна история, включително келтската история на Италия. Опитът на Романи с френската и античната литература дава отражение върху либретата, които пише: повечето от които са базирани на сюжети и герои от френската литература, каквато е Норма, а също и вдъхновени от митологията.
Романи пътува много из Испания, Гърция, Германия и Франция. През 1814 той се установява в Милано, където се сприятелява с прочути артистични фигури от света на литературата и музиката. Получава покана за дворцов поет във Виена, но предпочита вместо това да направи кариера като либретист. Пише либретото на две опери на Йохан Симон Маир, благодарение на които получава покана за либретист на Ла Скала. Романи става най-високоцененият италиански либретист за времето си, като пише повече от сто произведения. Въпреки интереса си към френската литература, той отказва да работи в Париж.
По правило, Романи не измисля свои собствени сюжети, а следи парижките театрални сцени и адаптира популярните там пиеси. Тази стратегия обаче не била съвсем безопасна, предвид доста неясното авторскоправно законодателство в тази епоха. В един от случаите, Романи пише свое либрето за операта „Лукреция Борджия“ (Lucrezia Borgia) на Гаетано Доницети, следвайки едноименната пиеса на Виктор Юго. Ала когато операта е поставена на сцената през 1840 година, Юго узнава и получава от съда решение в своя полза, което забранява по-нататъшните преработки на пиесата му. На Романи се наложило да пренапише либретото си, да смени заглавието на La Rinegata и да промени националността на героите си – от италианци на турци.
Феличе Романи пише либретата:
- за оперите на Винченцо Белини – „Пират“ (Il pirata), „Чужденката“ (La Straniera), „Заира“ (Zaira), „Капулети и Монтеки“ (I Capuleti e i Montecchi), „Сомнамбула“ (La Sonnambula), „Норма“ (Norma) и „Беатриче ди Тенда“ (Beatrice di Tenda),
- за оперите на Росини – Il Turco in Italia и Bianca e Falliero,
- за оперите на Доницети „Ана Болейн“ (Anna Bolena) и „Любовен еликсир“ (L'elisir d'amore, която адаптира от либретото на Йожен Скриб за едноименната опера на Даниел Обер Le philtre).

Пише и либрето, което Джузепе Верди използва за ранната си комедия „Мнимият Станислав или крал за един ден“ (Un giorno di regno).
Белини и Романи били смятани за много силен творчески дует. Кредото на Белини било „Дайте ми добри стихове и аз ще ви дам добра музика“. В свое писмо до Флоримо от 4 август 1834 година той пише, че в либретото търси изразени в рима драматични, дори екстравагантни ситуации, които да описват страстта възможно най-жизнено, и всичко това открива у либретата на Романи. При все това двамата се спречкват лошо заради пропуснати крайни срокове на операта „Беатриче ди Тенда“. След като поставя операта „Пуритани“ (I Puritani) с либрето от Карло Пеполи Белини твърдо решава да не композира повече италиански опери, ако либретото към тях не е писано от Романи. „Пуритани“ обаче била последната му опера – Белини почива по-малко от година след премиерата ѝ. Романи дълбоко страда за смъртта на приятеля си и написва некролог, в който изразява дълбоката си скръб заради спречкването им.
През 1834 година Романи става редактор на Gazzetta Ufficiale Piemontese, където пише литературна критика. На тази длъжност остава до смъртта си, с почивка между 1849 и 1854 година. През 1841 година излиза томче с негови поетични творби.
|  | Тази страница частично или изцяло представлява превод на страницата Felice Romani в Уикипедия на английски. Оригиналният текст, както и този превод, са защитени от Лиценза „Криейтив Комънс – Признание – Споделяне на споделеното“, а за съдържание, създадено преди юни 2009 година – от Лиценза за свободна документация на ГНУ. Прегледайте историята на редакциите на оригиналната страница, както и на преводната страница, за да видите списъка на съавторите. ВАЖНО: Този шаблон се отнася единствено до авторските права върху съдържанието на статията. Добавянето му не отменя изискването да се посочват конкретни източници на твърденията, които да бъдат благонадеждни. |